# Porpodryas
Porpodryas é um gênero de traça pertencente à família Agonoxenidae.